# Río Vésubie
El río Vésubie es un río de Francia que desemboca en el río Var. Nace en el noreste de los Alpes Marítimos. Toma su nombre a partir de la confluencia de los torrentes Boréon y Madone des Fenestres, que se produce en Saint-Martin-Vésubie. Desemboca en el Var en Plan-du-Var, también en los Alpes Marítimos, donde se desarrolla todo curso, de 48 km de longitud.
La principal población de su curso es Saint-Martin-Vésubie. En su curso presenta gargantas como el Couloir de Lantosque o las Gorges du Vésubie (en el final de su curso).